# ميريل جيلينجز
السيدة ميريل غينغراس جيلينجز (مواليد 1963) هي أخصائية بيولوجيا عصبية ورائدة أعمال كندية تقطن بالولايات المتحدة. أسست هيوا العالمية للعلوم الحيوية، وهي شركة استشارية في مجال التكنولوجيا الحيوية في عام 2004، وهي الرئيس مؤسس للشركة في سان دييغو ، كاليفورنيا ورئيسها التنفيذي. الشركة لديها مكاتب في بودونغ، شنغهاي، والصين. 
في عام 2010، اهتمام جيلنغز بالصين واعتبارها مصدرًا «للأدوية التي تتطلب أبحاثًا مكثفة وباهظة الثمن لتطويرها والتي تعتبر من براءات الاختراع وذوات هوامش ربح عالية» جذب اهتمام مجلة فورتشن. 
ولدت جيلينجز في مونتريال، كيبيك، وحصلت على درجة الدكتوراه من جامعة رادبود نيميغن، وحصلت على زمالات ما بعد الدكتوراه في جامعة بوردو في فرنسا ومعهد سكريبس للأبحاث في لا جولا، كاليفورنيا. حصلت على درجة البكالوريوس من جامعة كونكورديا في مونتريال.
وهي أيضًا واحدة من مؤسسي ام أي ار 3،  وهي «رائدة أعمال متسلسلة» كما وصفت نفسها. تستطيع جيلينز التعامل على الأقل في عدة لغات، بما في ذلك الماندرين، بالإضافة إلى لغتها الأم الفرنسية.
صاغت جيلنغز خمس نقاط من النصائح للنساء اللواتي يرغبن في النجاح في التكنولوجيا الحيوية كمهنة يهيمن عليها الذكور: 
1. التزمي ببناء وتنمية حياتك المهنية
2. تعرفي على مجال عملك، وابحثي عن الفرص التي من شأنها أن تؤثر على نقاط القوة لدى المرأة
3. ابتعدي عن منطقة الراحة الخاصة بك عند بناء علاقات مهنية
4. حافظي على التوازن بين القيادة والصبر
5. تحدثي مباشرة وبثقة

## الحياة الشخصية
في عام 2012، تزوجت من دينيس جيلينجز في هاواي.